# Varenne-l'Arconce
Varenne-l'Arconce è un comune francese di 134 abitanti situato nel dipartimento della Saona e Loira nella regione della Borgogna-Franca Contea.

## Società

### Evoluzione demografica
Abitanti censiti